# Es Pantaleu (barri d'Andratx)

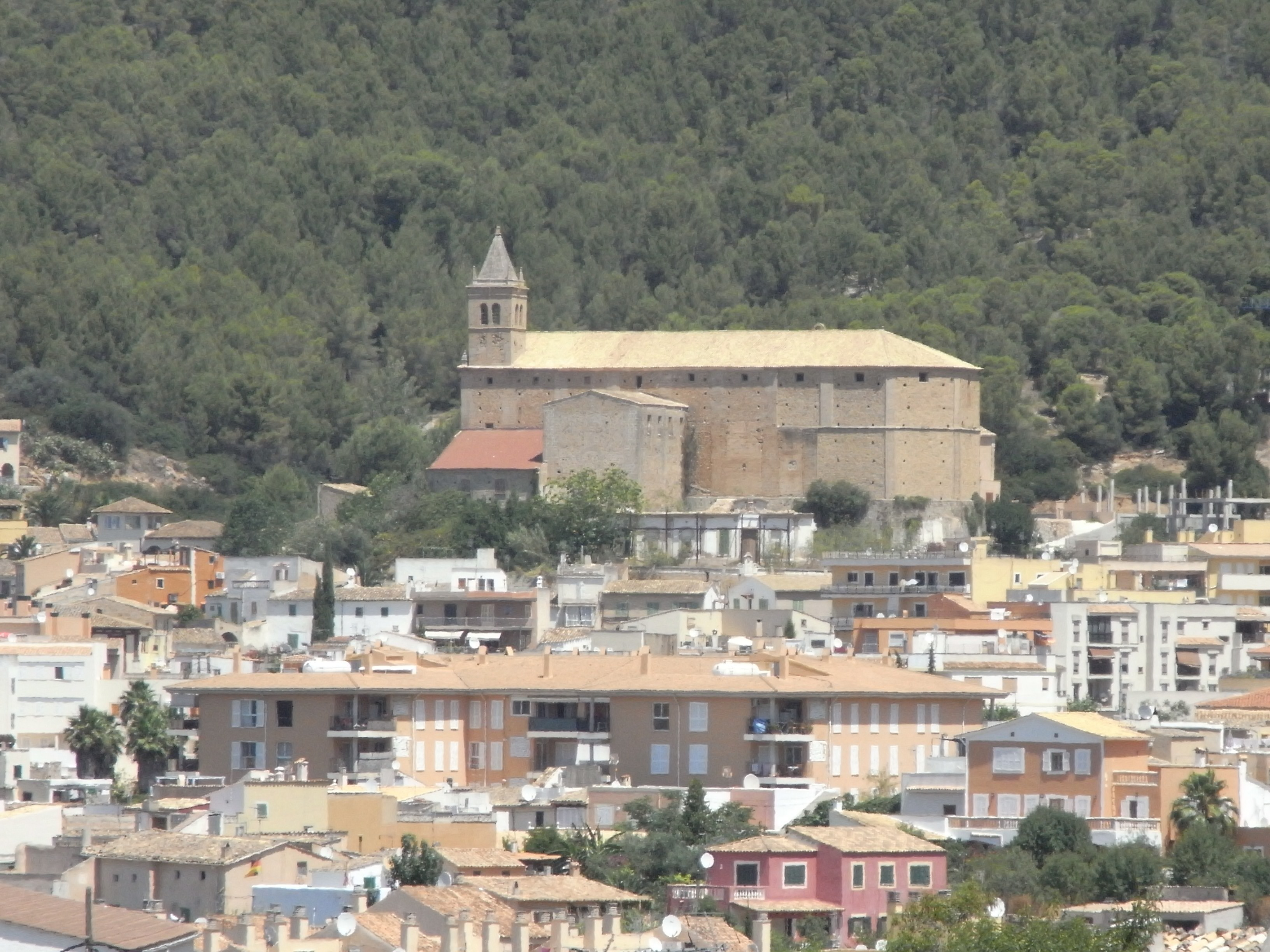
Església de Santa Maria a Andratx

Es Pantaleu és un barri del poble d'Andratx. Va ser el nucli originari de la població, i va estar fortificat amb cinc torres, de les quals sols en resta una. En es Pantaleu s'hi localitzen els Molins de sa Planeta, l'edifici de la Cúria (antic Ajuntament i actual Biblioteca Municipal), i la torre de So na Gaiana.
| «                           | Té la forma i el color d'un bacallà sec, la cua al Pont de Can Terrola, a migjorn, i la part superior a tramuntana, des del Pantaleu fins al Pont d'Amunt. Les teulades i les parets són terroses, amb trossos blancs, l'església és una fàbrica gegantina, marronenca, solitària, a llevant. | » |
| — Baltasar Porcel, Solnegre | |   |

Es Pantaleu està format per carrers estrets, tortuosos i alguns esglaonats. La vila moderna, amb carrers rectes, no es desenvolupà fins a partir del segle XIX; encara era inexistent al plànol de Jeroni de Berard, de 1789.
La torre de So na Gaiana és al carrer de Colom, a ponent del nucli urbà, entre construccions més modernes que en part l'amaguen. Data del segle xvi i configurava, juntament amb la torre de l'església, a l'altra part del poble, el dispositiu de defensa de la vila d'Andratx, completat amb les torres de Son Mas i Son Esteve. Té planta quadrada i la façana mostra un portalet d'arc escarser a la base; a l'altura del primer pis, hi ha una obertura d'arc rodó adovellat, amb les mènsules del matacà defensiu a la part inferior; la coberta és de teules, plana. Adossat a la dreta, hi ha una construcció moderna.
Els molins de sa Planeta són a la part alta del poble, a tramuntana. Dos dels tres molins estan ben conservats, mentre que el tercer, conegut amb el nom de molí Vell de sa Planeta, té la torre rebaixada. El 1784 ja apareixen documentats.